# Kúttó
Kúttó Budapest egyik városrésze a X. kerületben, Kőbánya és Kispest határán.

## Fekvése
Határai: A MÁV szolnoki vonala a Száva utcától – a MÁV lajosmizsei vonala – Ferihegyi repülőtérre vezető út – Üllői út – Száva utca  a MÁV szolnoki vonaláig.

## Története
Kőbánya része, amelyet a 20. század elején még itt található Kút-tóról neveztek el. (A városrész eredeti neve Kúttódűlő volt.)
Ma a X. kerület egyik legforgalmasabb része, mivel a vasút és a Ferihegyi repülőtérre vezető út–Üllői út vonala közt fekszik. Ebben a városrészben található Kőbánya-Kispest kőbányai oldala, ami Budapest egyik legforgalmasabb csomópontja; az M3-as metró, továbbá több MÁV-járat végállomása vagy megállóhelye, ahol szinte az összes keresztülhaladó belföldi és nemzetközi vonat is megáll. A buszoknak – BKV, Volán egyaránt – a kispesti oldalon felépített KöKi Terminál földszintjén kialakított terminál a végállomása.
A Budapest Liszt Ferenc nemzetközi repülőtérre a belvárosból tömegközlekedéssel igyekvők nagy része szintén itt áthalad át.
Forgalmassága, illetve ipartelepi jellege folytán roppant gyéren lakott terület.